# Александар Шмеман
Александар Шмеман (Талин, 13. септембар 1921 — Јонкерс, Њујорк, 13. децембар 1983) је био свештеник Православне цркве у Америци.
Убраја се у ред чувене плејаде православних руских мислилаца и слови за неодступног богослова православља и мисионара Цркве двадесетог века.

## Живот
Александар Шмеман се родио у граду Ревељу (тако Руси називају Талин) у аристократској породици руских емиграната. Деда му је био посланик Државног савета Руске Империје, а отац официр гарде Руске императорске армије.
У раним годинама детињства његова породица се преселила из Естоније у Француску, где је и остао све до свог коначног одласка у Америку.
Прво образовање започео је најпре у руској војној школи у Версају из које потом прелази у гимназију, а касније наставља студије у француском лицеју и на Париском универзитету. Године Другог свјетског рата и период немачке окупације Француске, било је време његовог пресудног опредељења за богословске студије на руском Богословском институту Светог Сергија у Паризу (1940—1945). Током петогодишњих студија превасходно се посвећује изучавању црквене историје, из које, по самом завршетку, и постаје предавач. Темом из области литургијског богословља стиче звање доктора богословских наука. Оженио се 1943. а рукоположен у чин свештеника 1946. године.
Године 1951. одлази у Америку и придружује се колективу академије Светог Владимира у Њујорку, коју је тада градио један од најутицајнијих православних богослова 20. века, отац Георгије Флоровски. Од 1962. отац Александар, долази на положај декана и ту остаје све до своје смрти 13. децембра 1983. године.

## Дела
Објављен је већи број књига и чланака протопрезвитера др Александра Шмемана. Основна библиографија:
- Црква и црквено устројство (1949)
- Историјски пут Православља (1954)
- Увод у литургичко богословље (1961)
- За живот света - Свете Тајне и Православље (1963)
- Крајња питања - антологија руске религијске мисли (1965)
- Велики пост - ходочашће ка Пасхи (1969)
- Литургија и живот - есеји о хришћанском узрастању кроз литургијско искуство (1974)
- Водом и Духом - литургијска студија о Крштењу (1974)
- Црква, свет мисија - размишљања о Православљу на западу (1979)
- Евхаристија - Тајна Царства (1984)
- Недељне беседе - о вери и откровењу, црквена година, поштовање Мајке Божије (1989)
- Литургија и предање (1994)